# Jury autochtone (Brésil)
 (avril 2024).
Au Brésil, le jury autochtone désigne le jury populaire composé uniquement de gens autochtones établi dans le but de juger une tentative d'assassinat le 23 avril 2015 dans l'État de Roraima. Les parties impliquées dans l'affaire étaient toutes Macuxi. Le conflit, survenu le 23 janvier, impliquait une bagarre entre trois autochtones dans la municipalité d'Uiramutã, à Raposa Serra do Sol. Le procureur a accusé Elsio et Valdemir da Silva Lopes de tentative de meurtre sur la victime Antônio Alvino Pereira. Les accusés ont plaidé la légitime défense, arguant qu'Antonio était possédé par l'entité Cainamé (pt), associée au mal dans la culture locale. Cependant, les leaders autochtones n'ont pas été convaincus par cet argument, considérant que c'était la consommation d'alcool par les parties impliquées qui avait conduit à l'incident. Leur jugement a été confirmé par le juge d'appel sur son aspect formel. Les discussions dans la communauté autochtone sur les effets du jury ont conduit à un nouvel arrêt, soulignant une divergence claire entre l'idée de justice dans la juridiction étatique et dans les pratiques autochtones.